# Helge Svensen
Helge Svensen (Oslo, 26 de febrero de 1953) es un deportista noruego que compitió en luge. Ganó una medalla de plata en el Campeonato Europeo de Luge de 1976, en la prueba doble.

## Palmarés internacional
| Campeonato Europeo | Campeonato Europeo    | Campeonato Europeo | Campeonato Europeo |
| Año                | Lugar                 | Medalla            | Prueba             |
| ------------------ | --------------------- | ------------------ | ------------------ |
| 1976               | Hammarstrand (Suecia) | Medalla de plata   | Doble              |